# Palazzo Pretorio (Volterra)

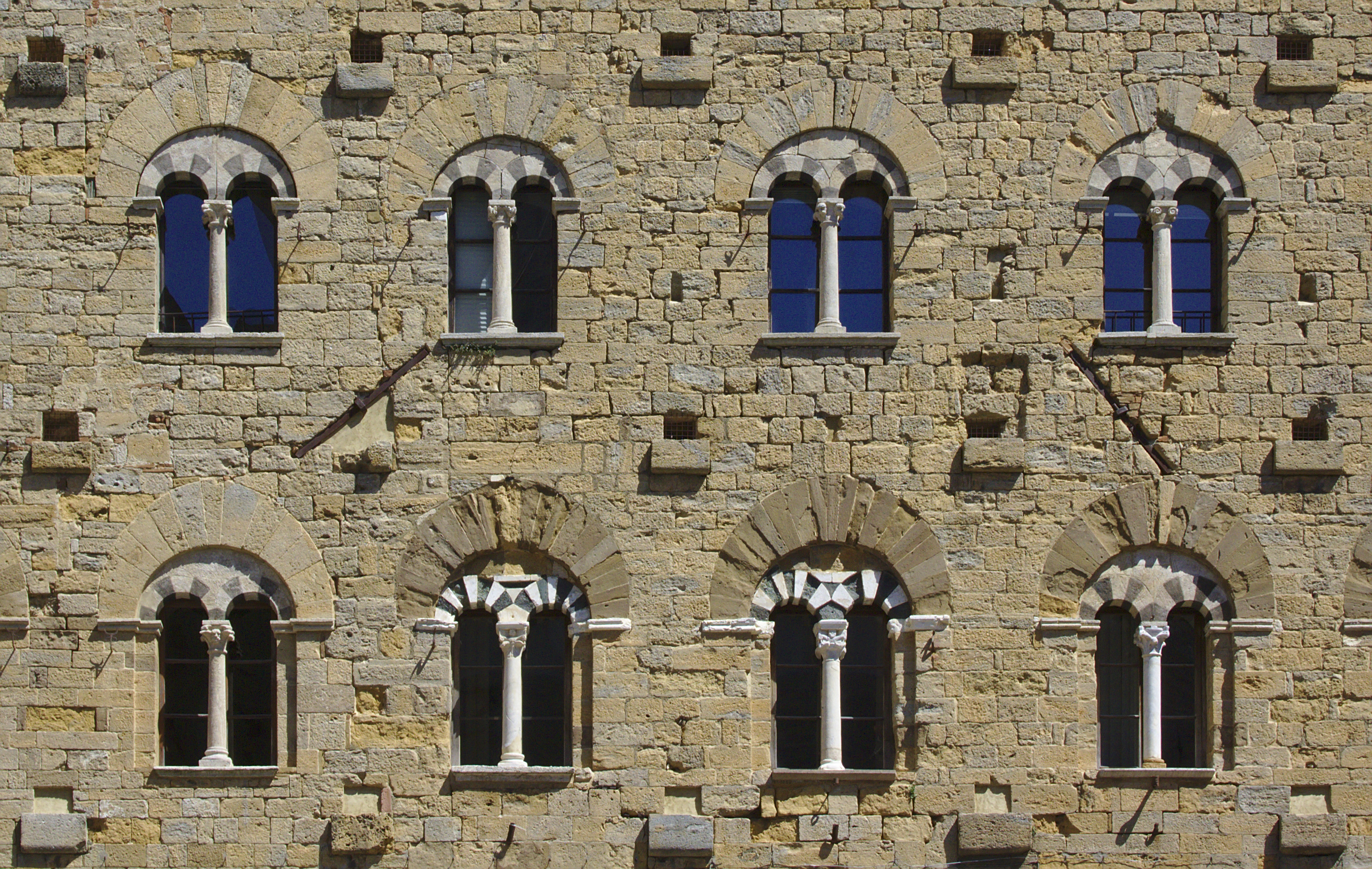
Dettaglio di alcune finestre del Palazzo Pretorio.

Il Palazzo Pretorio di Volterra, sorge nella Piazza dei Priori. È formato da diversi fabbricati uniti insieme, ed è stato portato al suo stato attuale nel XIX secolo. In epoca comunale, era la sede del podestà e dei capitani del popolo.